# Венедіктова Ірина Валентинівна
Ірина Валентинівна Венедіктова (21 вересня 1978 , Харків ) — українська державна діячка, юристка, доктор юридичних наук, професорка. Генеральний прокурор України (2020—2022), перша жінка на цій посаді[⇨]. Посол України у Швейцарії (з 17 листопада 2022) та Ліхтенштейні за сумісництвом (з 28 квітня 2023).
Народна депутатка України від партії «Слуга народу» IX скликання (2019—2020), голова парламентського Комітету з питань правової політики (2019)[⇨]. Тимчасова виконувачка обов'язків Директора Державного бюро розслідувань (2019—2020).

## Життєпис
Народилася 21 вересня 1978 року в Харкові в сім'ї юристів. Батько — Валентин Семенович Венедіктов, генерал-майор міліції, доктор юридичних наук, професор, Заслужений юрист України, був проректором Харківського національного університету внутрішніх справ. Мати — Валентина Михайлівна Венедіктова, кандидат юридичних наук, викладач у Національній юридичній академії ім. Ярослава Мудрого та Харківському національному університеті внутрішніх справ.
Ірина Венедіктова 2000 року закінчила з відзнакою Харківський університет внутрішніх справ.

### Викладацька діяльність
З 2000 до 2004 року викладала на кафедрі правознавства Харківського гуманітарного університету «Народна українська академія», у 2004 році працювала доцентом кафедри правосуддя Харківського національного університету.
З 2005 до 2019 року завідувала кафедрою цивільно-правових дисциплін Харківського національного університету ім. В. Н. Каразіна. Поєднувала науково-педагогічну роботу та практичну діяльність, зокрема:
2010—2019 роки — член Фундації медичного права та біоетики України; 2016—2019 роки — арбітр Міжнародного комерційного арбітражного суду при Торгово-промисловій палаті України.
Входила до складу науково-консультативної ради при Верховному Суді.

### Наукова діяльність
У 2003 році захистила кандидатську дисертацію в Національній юридичній академії ім. Ярослава Мудрого, 2013 року, в Київському національному університеті ім. Тараса Шевченка, здобула науковий ступінь доктора юридичних наук. У 2014 році отримала вчене звання професора кафедри цивільно-правових дисциплін Харківського національного університету ім. В. Н. Каразіна.
У 2012—2015 роках обіймала посаду провідного наукового співробітника Науково-дослідного інституту правового забезпечення інноваційного розвитку Національної академії правових наук України, до 2019 року була членом редакційних колегій наукових фахових видань та спеціалізованих вчених рад.
Автор понад 100 наукових та методичних робіт, серед них 8 монографій, 80 наукових та 4 науково-методичних видання.

### Політична діяльність

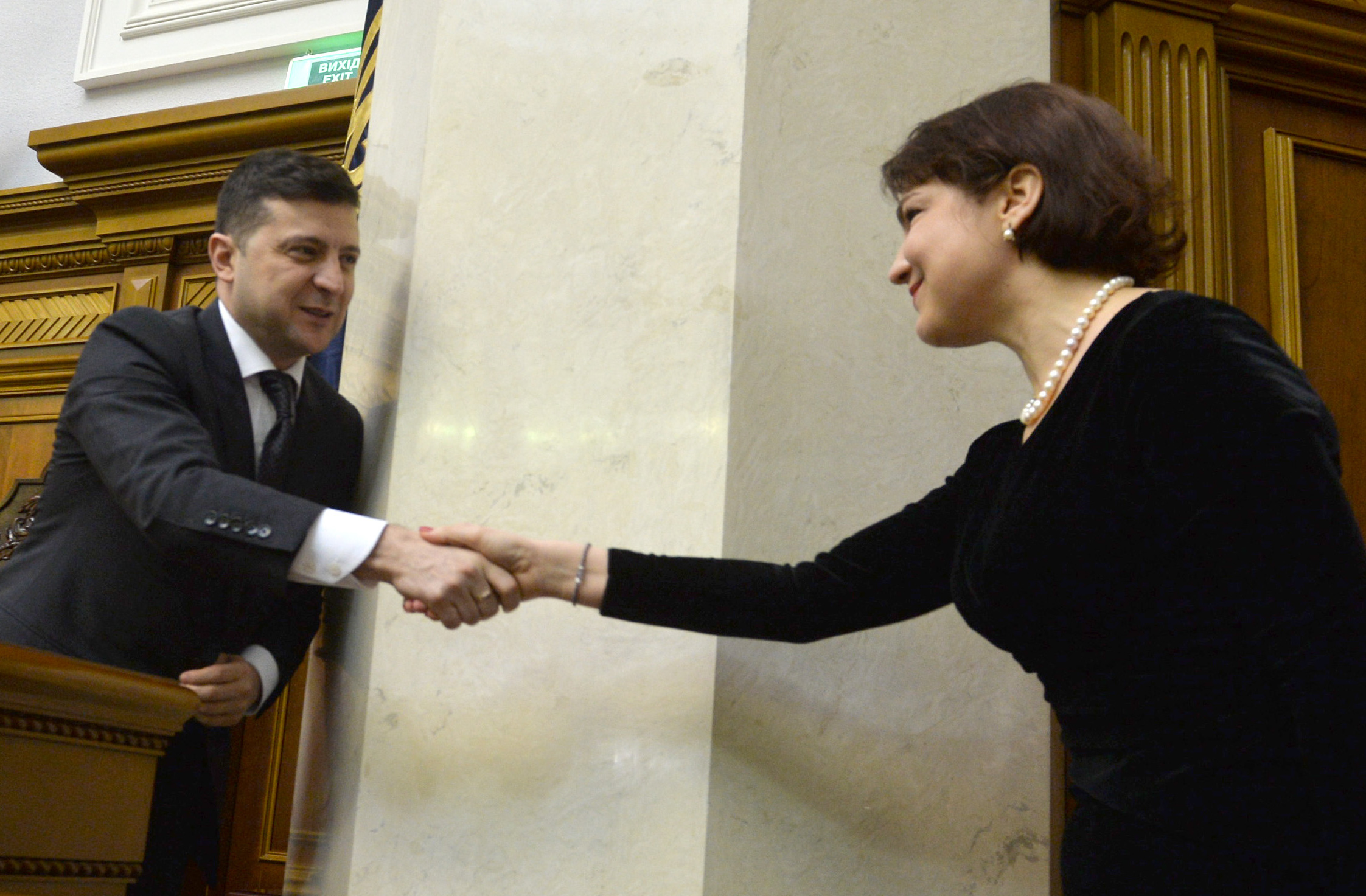
17 березня 2020 року ВРУ затвердила подання Зеленського щодо призначення Венедіктової генпрокурором України

У 2018 році стала радницею Володимира Зеленського з правових питань, входила до передвиборчого штабу кандидата в Президенти України Володимира Зеленського як експерт з питань реформи судової системи.
21 липня 2019 року обрана народним депутатом Верховної Ради України IX скликання від пропрезидентської партії «Слуга народу», № 3 у партійному списку).
29 серпня 2019 року обрана головою парламентського Комітету з питань правової політики.

### Правоохоронна діяльність. Генеральний прокурор України
27 грудня 2019 року, Указом президента України № 961/2019, призначена на посаду тимчасового виконувача обов'язків директора Державного бюро розслідувань. З 13 березня 2020 року — член Ради національної безпеки і оборони України.
20 січня 2020 року призначила першим заступником голови ДБР Олександра Бабікова, колишнього адвоката експрезидента-втікача Януковича. Це викликало критику низки громадських організацій, що звернулись до президента і голови ДБР із закликом не призначати Бабікова, аргументуючи це неможливістю розслідування ним справ Майдану.
20 лютого 2020 року Венедіктова заявила, що виступає за скасування Закону про амністію учасників Євромайдану (закон про недопущення переслідування учасників акцій протестів, що передбачає позбавлення як кримінальної, так і адміністративної відповідальності усіх затриманих під час акцій протестів), посилаючись на звіт моніторингової місії ООН з прав людини в Україні 2020 року. Генеральний прокурор Руслан Рябошапка розкритикував цю ідею, вказавши, що достатньо змінити певні норми закону.
17 березня 2020 року Ірина Венедіктова призначена Генеральним прокурором. Її кандидатуру підтримали 269 народних депутатів.
11 лютого 2021 року, за дорученням Ірини Венедіктової, вперше повідомлено про підозру народному депутатові України за «кнопкодавство».
Протягом каденції Генпрокурора було, зокрема, повідомлено про підозру нардепам Олександру Юрченку, Віктору М'ялику, Іллі Киві.
11 травня 2021 року Генпрокуратура повідомила про підозру у державній зраді, порушенні законів та звичаїв війни (спробі розграбування національних ресурсів в АР Крим) нардепам Віктору Медведчуку та Тарасу Козаку. У червні 2022 відправила справу Медвечука до суду.
У лютому-березні 2021 року Венедіктова погодила повідомлення про підозру у розтраті 8,3 млрд грн п'яти колишнім топ-менеджерам Приватбанку: голові правління, його першому заступнику, заступнику, керівнику департаменту міжбанківських операцій та начальнику департаменту фінансового менеджменту.
В 2020 році було завершено слідство та передано до суду справу про напад на Катерину Гандзюк, були обвинувачені голова Херсонської обласної ради Владислав Мангер та помічник депутата облради.
У листопаді 2021 року було завершене слідство, що тривало 8 років, щодо 10 топ-посадовців на чолі з Януковичем у підозрі в злочинах під час Революції Гідності.
2021 року судами постановлено стільки ж вироків у справах Майдану, скільки й за попередні три роки.
За ча Венедіктової правоохоронна система встановила 624 підозрюваних у «магістральній справі» щодо російської агресії: топ-посадовці, генералітет та агенти пропаганди РФ. Було ідентифіковано 127 підозрюваних у воєнних злочинах, справи щодо 10 із них були скеровані до суду.
2 березня 2022 року прокурор Міжнародного кримінального суду Карім Хан почав розслідування злочинів проти людяності та воєнних злочинів під час російської війни проти України. У березні він і Венедіктовою відвідав місця вчинення воєнних злочинів на Київщині, приїздив до Харкова.
Був створений доказовий warcrimes.gov.ua, куди свідки і потерпілі можуть додавати дані про воєнні злочини РФ в Україні.
25 березня 2022 Венедіктова підписала угоду про створення спільної слідчої групи (ССГ) з Генеральними прокурорами Литви та Польщі для координації розслідувань порушень Росією законів і звичаїв війни та інших воєнних злочинів. Пізніше до слідчої групи приєдналися Естонія, Латвія та Словаччина.
Венедіктова ініціювала створення при Офісі Генерального прокурора робочої групи Task Force для розшуку, арешту та конфіскації активів осіб, причетних до агресії РФ та воєнних злочинів і пов'язаних із ними осіб.
12 травня 2020 року, заступниця директора Євразійського центру Атлантичної ради США Мелінда Гарінґ, критично схарактеризувала роботу Венедіктової на посаді прокурора, пояснивши, що вона згортає реформи органів прокуратури.
У грудні 2020 року Національне антикорупційне бюро України відкрило кримінальне провадження через можливе незаконне втручання генпрокурора Ірини Венедіктової у справу заступника Офісу президента Олега Татарова, яке пов'язано із її рішенням змінити групу прокурорів у справі Татарова перед тим, як детективи НАБУ планували повідомити йому про підозру.
4 квітня 2020 року колишній заступник генпрокурора Віктор Трепак заявив, що Венедіктова вимагала оголосити підозру у злочині активісту Сергієві Стерненку (кримінальне провадження щодо нападу на Стерненка, коли один з нападників загинув). Трепак відмовив через відсутність підстав. За кілька днів Венедіктова заявила, що «по Стерненку підозра буде в будь-якому разі», через що адвокати Стерненка наполягали на упередженості прокурорів у справі.
17 липня 2022 року, відповідно до Указу Президента, відсторонена та, 19 липня, звільнена Верховною радою України з посади Генерального прокурора.

### Дипломатична діяльність
З 17 листопада 2022 — посол України в Швейцарії. 19 грудня почала вручила копії вірчих грамот Федеральному департаменту закордонних справ. З 10 січня 2023 — вручила вірчі грамоти Президенту Швейцарії Алену Берсе.
З 28 квітня 2023 — посол України в Ліхтенштейні за сумісництвом.

## Резонансні події
У 2020 році НАБУ порушило провадження щодо незадекларованого майна генпрокурорки. Згодом у ДБР була відкрите кримінальне провадження проти Венедіктової за незаконне використання товарного знака та фірмового найменування.
Використання службового становища в особистих інтересах. Блокування розслідувань корупційних діянь депутатів, зокрема депутата від партії «Слуга Народу» Халімона П.В.

## Родина
Ірина Венедіктова одружена з Денисом Колесником. Є син Даниїл та дочка Аделіна. Денис Колесник до листопада 2019 року працював заступником начальника Слобідського управління кіберполіції — начальником відділу протидії кіберзлочинності в Харківській області. У листопаді 2019 року його перевели до Києва на посаду заступника начальника Департаменту кіберполіції Нацполіції, тоді ж було підвищено у званні до полковника
Брат Сергій — працював юристом у групі компаній «Інвестор», заснованою сім'єю колишнього голови МВС Арсена Авакова та депутатом Верховної Ради VIII скликання (фракція «Народний фронт») Ігорем Котвіцьким.

## Основні наукові праці
1. Венедіктова І. В.  Договір довірчого управління майном в Україні: навч.-наук. посіб. Харків: Консум, 2004. 215 с.
2. Сучасний словник цивільно-правових термінів / [упоряд. Венедіктова І. В.]. Харків: Страйд, 2005. 215 с. (Юридичний радник).
3. Страницы Харьковской цивилистики: в 3 ч. / [под общ. ред. И. В. Венедиктовой и С. Н. Бервено]. Харьков: ХНУ им. В. Н. Каразина, 2010. Ч. 1: История развития кафедры гражданско-правовых дисциплин ХНУ имени В. Н. Каразина; Ч. 2 ; Лучшие работы кафедры гражданско-правовых дисциплин за 2009/2010 учебный год / [сост.: И. В. Венедиктова, С. Н. Бервено], 2010. — 215 с.; Ч. 3: Доктора Харьковской цивилистической школы / [сост.: С. Н. Бервено и др.], 2010. — 359 с.
4. Венедіктова І. В.  Методологічні засади охоронюваних законом інтересів у приватному праві. Харків: Нове слово, 2011. 259 с.
5. Венедиктова И. В. Охраняемый законом интерес в гражданском праве. Харьков: Точка, 2012. 507 с.
6. Венедіктова І. В. Захист охоронюваних законом інтересів у цивільному праві. Київ: Юрінком Інтер, 2014. 287 с.
7. Корпоративное право: учеб. пособие: [специализация]: Экономическое право та альтернативное разрешение споров / И. Венедиктова [и др.]; под ред. У. Хелльманна, И. В. Венедиктовой. Хмельницкий: Хмельниц. ун-т упр. и права, 2015. 251 с. (Проект 543990-TEMPUS-1-2013-1-DE-TEMPUS-JPCR «Обучение альтернативному урегулированию споров как подходу к обеспечению прав человека» — Навчання альтернативному врегулюванню спорів як способу забезпечення прав людини).
8. Науково-практичний коментар. Цивільний процесуальний кодекс України / Голубєва Н. Ю., Андронов І. В., Венедіктова І. В. та ін.; за заг. ред. Н. Ю. Голубєвої. Київ: Юрінком Інтер, 2021. 840 с.

## Дипломатичний ранг
- Надзвичайний і Повноважний Посланник другого класу (2024)[64]